# District de Cái Bè
Cái Bè est un district de la province de Tiền Giang dans la delta du Mékong au sud du Viêt Nam. 

## Géographie
La superficie de Cái Bè est de 421 km2. 
Le chef lieu du district est Cái Bè.